# Villa Amalia (Erba)
La Villa Amalia di Erba, costruita tra il 1799 e il 1801 da Leopoldo Pollack, è una residenza nobiliare italiana neoclassica.

## Storia
La storia di Villa Amalia, che deve la sua titolazione ad Amalia, consorte di Rocco Marliani (avvocato e personaggio chiave degli anni della Repubblica Cisalpina e Italiana), ha inizio nel 1799 con la trasformazione del locale convento francescano di S.Maria degli Angeli e dell'annessa chiesa di S.Antonio.
Il complesso conventuale, consacrato nel 1498, fu per diversi secoli luogo di culto e di preghiera della comunità dei frati francescani e dei frati minori osservanti che diedero avvio a una serie di lavori di abbellimento e decorazione, in particolare della chiesa, di cui ancora oggi si conservano, nonostante le manomissioni, delle preziose testimonianze.
Con l'arrivo dei francesi e l'inizio delle soppressioni napoleoniche, il complesso conventuale venne alienato nel 1798 e passò nelle mani della famiglia Marliani, che trasformò l'edificio in una prestigiosa residenza di campagna. I lavori vennero affidati dall'avvocato Rocco Marliani all'allievo del Piermarini, Leopoldo Pollack.

## Descrizione
Il progetto elaborato da Pollack, reduce dagli interventi alla Villa Belgiojoso Bonaparte di Milano e dalle attività comasche, appare dettato dalla scelta di conservare la struttura originaria della costruzione preesistente, senza rinunciare all'effetto monumentale. La facciata sul parco è quella più imponente e caratterizzata da una sobria linea neoclassica e un'equilibrata distribuzione degli elementi architettonici, è scandita da una sequenza di finestre (poste su due ordini) e da un pronao ionico, sormontato da una balconata e da un timpano; il corpo centrale della corte interna presenta sempre due ordini di finestre, ingentiliti però da preziose sculture e bassorilievi ornamentali, quali festoni di fiori. La planimetria si sviluppa attorno ad una corte interna ricalcando le forme e la struttura preesistente.
Oltre ai lavori dell'edificio, Pollack intraprende una sistemazione del giardino, realizzato in stile inglese, secondo i canoni adottai per ville quali la Villa Belgiojoso Bonaparte di Milano e la Villa Pesenti-Agliardi di Sombreno: il parco diventa un grande tappeto erboso, delimitato da alberi disposti in modo vario, viene incanalato un corso d'acqua (il Lambroncino) e inseriti sentieri sinuosi. In questo contesto vengono inseriti elementi architettonici e scultorei quali statue a soggetto mitologico, fontane, un obelisco e un monumento dedicato ai coniugi Marliani.
La villa è stata una delle location che i registi Paolo e Vittorio Taviani, nel 1973, scelsero per ambientare il loro film storico "Allonsafàn", interpretato tra gli altri, da Marcello Mastroianni e Lea Massari.